# 愛宕權現

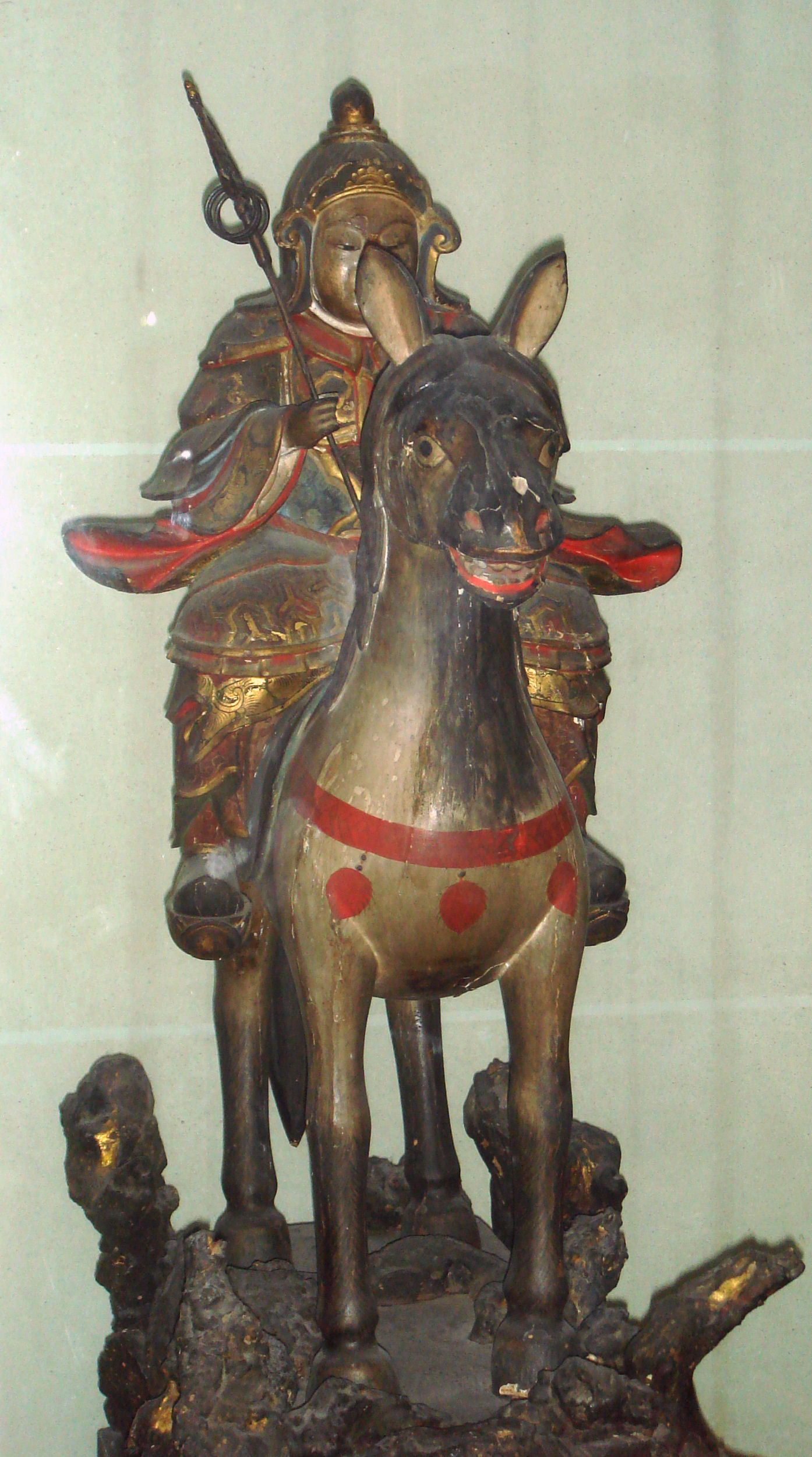
愛宕權現

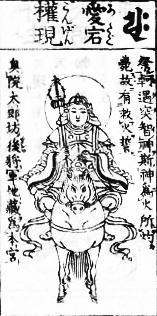
愛宕權現

愛宕權現（日语：／）是日本佛教的武神、火神、山神，京都愛宕山山岳信仰、神道火產靈神、修驗道融合產生的神祇，相傳是勝軍地藏的權現，有戰神、火神的性質。
鎌倉時代及室町时代，各地從愛宕山白雲寺（今京都市右京區愛宕神社）勸請分靈並建立各地的愛宕神社。神佛分離、廢佛毀釋後愛宕山白雲寺被廢寺，各地愛宕神社也多改組為主祀迦具土神的神社。
戰國時代武將直江兼續的頭盔上的「愛」字，據說代表愛宕權現或「愛染明王」。

## 寺院
少數逃過廢佛毀釋、目前仍祭祀愛宕權現的佛寺如下：
- 朝日山法圓寺[1]（福島縣伊達郡）
- 愛宕山圓隆寺（京都府舞鶴市）
- 愛宕山龍泉寺[2]（三重縣松阪市）
- 愛宕山觀音寺[3]（福岡縣福岡市）
- 愛宕山長福寺[4]（宮崎縣兒湯郡）
- 愛宕山龍現寺[5]（福島縣喜多方市）
- 石梁山不動院（兵库县姬路市）

## 脚注
1. ↑  真言宗豊山派 朝日山法圓寺｜法圓寺の愛宕大権現 （页面存档备份，存于）
2. ↑  三重四国八十八ヶ所霊場第80番札所
3. ↑  .   [2013-07-16]. （原始内容存档于2014-08-14）.
4. ↑  真言宗醍醐派 愛宕山長福寺｜寺院の仏/愛宕大権現 的存檔，存档日期2009-12-17.
5. ↑  天台宗 愛宕山龍現寺｜愛宕山大権現勝軍地蔵尊

## 關連項目
- 愛宕信仰・愛宕神社
- 神佛習合・權現
- 本能寺之變
- 愛宕山

## 外部連結
维基共享资源上的相關多媒體資源：愛宕權現